# Caradrunte
Caradrunte (en griego, Χαραδροῦς) fue una antigua ciudad griega, situada en la península Calcídica.  
La única fuente clásica donde aparece la ciudad de Caradrunte es el Periplo de Pseudo-Escilax, donde se la cita en una sucesión de ciudades griegas situada en Calcídica. En la sucesión de ciudades se la menciona entre Acrotoos y Olofixo, situadas en la península de Acte.